# ДП-М
ДП-М (Дизель-Поезд Мытищинский) — дизель-поезд совместного производства завода «Метровагонмаш» и швейцарской компании Stadler Rail, построенный в единственном экземпляре в 2013 году. Отличительной особенностью данного дизель-поезда на Российских железных дорогах является наличие в его составе сочленённых модульных вагонов и расположение силового и тягового оборудования в специальных тягово-энергетических силовых модулях.
Ранее серия дизель-поезда обозначалась на его борту и в некоторых источниках как ДПМ (без дефиса). Приблизительно с 2016 года маркировка серии на самом поезде обозначается как ДП-М, такое же обозначение встречается и в различных источниках (в том числе на сайте завода-изготовителя).
Заводское обозначение серии — модель 770. В СМИ встречается заводское обозначение модели 770.10, нанесённое на заводскую табличку, однако неясно, является ли это обозначением конкретного экземпляра ДП-М, или только вагона.

## История

### Предпосылки к созданию
Идея создания нового дизель-поезда для железных дорог России возникла в конце 2000-х годов в период массового списания устаревших дизель-поездов серий Д1 и ДР1 и их замены на автомотрисы (рельсовые автобусы) серии РА1 и трёхвагонные дизель-поезда серии РА2 производства Мытищинского завода «Метровагонмаш», которые имели подвагонное расположение дизельных двигателей.
Такая компоновка двигателей позволяет увеличить пространство кузова для размещения пассажиров, но в то же время, ввиду ограниченности пространства под вагоном, не даёт возможности установить двигатели большей мощности, необходимые для вождения составов из большего числа вагонов без увеличения общего количества дизельных двигателей в поезде, что затрудняет использование поездов РА2 на маршрутах с большим пассажиропотоком. Необходимость производства дизель-поездов с внутривагонным расположением дизеля была обоснована проведёнными маркетинговыми исследованиями, показавшими неэффективность использования непрофильного подвижного состава на ряде российских неэлектрифицированных маршрутов и значительную потребность в дизель-поездах из четырёх и более вагонов для пригородного и межрегионального сообщения на них, а также отсутствие в России заводов, серийно производящих такие дизель-поезда.

### Проектирование
В 2008 году Мытищинский завод «Метровагонмаш», имеющий значительный опыт серийного производства дизель-поездов и автомотрис, выиграл тендер на проектирование и постройку дизель-поезда нового типа. Главным конструктором проекта был назначен Николай Полухов.
При проектировании нового дизель-поезда было решено использовать сочленённую модульную схему головных вагонов, разместив помещение дизельного двигателя и тяговое оборудование в отдельном промежуточном силовом модуле, соединённом через узлы сочленения с двумя более длинными пассажирскими модулями. Такая компоновка составов имеет ряд преимуществ по сравнению с поездами, у которых дизельный отсек расположен в одном вагоне с пассажирским салоном, в особенности в случае подвагонного расположения дизельного двигателя.
К таким преимуществам относятся:
- возможность установки более мощного дизельного двигателя (более 400 кВт — против подвагонного варианта);
- упрощённый доступ к дизельному двигателю и силовому оборудованию при проведении техобслуживания;
- защищённость силового оборудования от вандализма и аварий;
- возможность замены требующего ремонта силового модуля другим без необходимости длительного простоя пассажирских вагонов;
- увеличение сцепного веса моторных тележек силового модуля за счёт частичного опирания на него пассажирских модулей через узлы сочленения;
- снижение уровня шума и вибрации от дизельного двигателя в пассажирском салоне;
- повышение пожарной безопасности за счёт расположения двигательного отсека в отдельной поездной единице (силовом модуле).

В России не было опыта производства и эксплуатации дизель-поездов сочленённой модульной конструкции, однако такой опыт имелся в странах Европы. Для упрощения разработки и производства нового дизель-поезда завод «Метровагонмаш» начал вести переговоры со швейцарской компанией Stadler Rail о совместной разработке нового поезда данной конструкции, и в 2011 году между ними был заключён совместный контракт на проектирование дизель-поездов с учётом российских требований эксплуатации и производство компанией Stadler силовых модулей для них. В пользу компании Stadler выступили наличие у неё большого опыта производства дизель-поездов и электропоездов с силовыми модулями и готовность к дальнейшей локализации производства этих модулей на территории России. При проектировании за основу конструкции пассажирских вагонов и модулей была взята конструкция дизель-поездов РА2 с рядом особенностей поездов Stadler GTW, а за основу конструкции силовых модулей — конструкция силовых модулей Stadler GTW. В ходе разработки конструкции силовых модулей, получивших обозначение GTW+, компании Stadler пришлось внести изменения с учётом российского климата и повышенных нагрузок от опирающихся на них пассажирских модулей головного вагона, поскольку поезд планировалось изготовить из стали, в то время как фирма Stadler делала кузова своих поездов из более лёгких алюминиевых профилей. В итоге силовые модули были спроектированы практически «с нуля».
Значительная часть оборудования пассажирских вагонов поезда, включая системы управления и мониторинга, была разработана компанией Stadler и другими производителями. Тормозную систему для поезда разработала немецкая компания Knorr-Bremse.
Впервые для российского подвижного состава в конструкцию головного вагона нового поезда были включены энергопоглощающие элементы (крэш-система), смягчающие удар при столкновении.

### Выпуск и испытания
В 2013 году завод Метровагонмаш выпустил опытный дизель-поезд, получивший обозначение ДПМ и номер 001, который стал первым для Российских железных дорог модульным дизель-поездом с расположением силового и тягового оборудования в специализированных силовых модулях. Силовые модули для этого поезда были целиком построены в Швейцарии компанией Stadler, на заводе в Буснанге (Stadler Bussnang AG). В России производилась лишь их установка на тележки, монтаж оборудования и сцепление с пассажирскими модулями.
Поезд был окрашен в жёлто-чёрно-серую цветовую схему и состоял из четырёх вагонов (восьми поездных единиц) — двух сочленённых головных, в свою очередь состоящих из двух пассажирских и одного силового модулей каждый, и двух промежуточных, позднее число промежуточных вагонов было увеличено до трёх. Учитывая, что головные вагоны состояли из трёх модулей и превосходили по длине стандартные вагоны, новый пятивагонный дизель-поезд по пассажировместимости был аналогичен составам из 6-7 вагонов стандартной конструкции. До этого дизель-поезда аналогичной вместимости на территории России не производились.

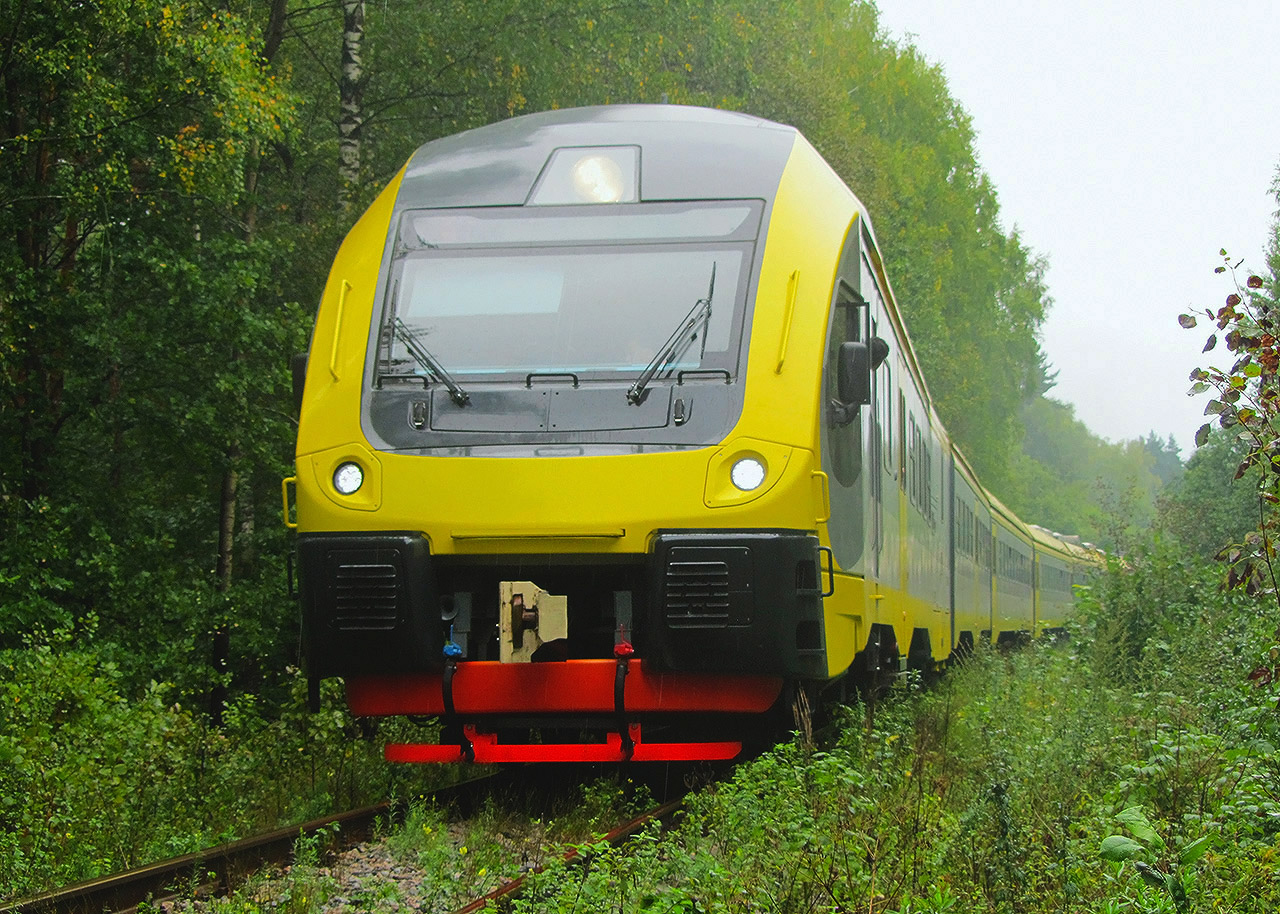
ДПМ-001 на линии Голутвин — Озёры в 2014 году

Осенью 2013 года на территории экспериментального кольца проводился IV международный салон Экспо 1520, где с 11 по 14 сентября был выставлен состав из одного головного трёхмодульного и одного промежуточного вагонов (половина поезда). Уже тогда на выставочном плакате было указано обновлённое обозначение серии (то есть ДП-М), в то время как маркировка на бортах вагонов оставалась прежней. Одновременно на выставке также демонстрировался поезд Stadler FLIRT модели 2300 для Эстонии, также имеющий сочленённую модульную компоновку и имеющий в составе силовые дизельные модули, но с расположением тележек под узлами сочленения.
18 февраля 2014 года дизель-поезд был отправлен для испытаний на экспериментальное кольцо ВНИИЖТа в Щербинке.
В течение 2014 года дизель-поезд проходил испытания в Щербинке и совершил ряд опытных поездок на линиях Московского железнодорожного узла, в частности линии Голутвин — Озёры, однако так и не был передан в пассажирскую эксплуатацию и был возвращён на завод.
В мае 2011 года «Метровагонмаш» и Stadler заключили контракт, согласно которому планировалось начать серийный выпуск дизель-поездов ДП-М и выпустить 50 составов, для которых были заказаны 100 силовых тяговых модулей GTW+, однако дальнейшая судьба данного проекта на начало 2020 года остаётся неясной.
В декабре 2015 года завод «Метровагонмаш» получил сертификат, позволяющий производить поезда ДП-М серийно, а единственный на то время выпущенный поезд с номером 001 приобрело ОАО «Центральная пригородная пассажирская компания» (ЦППК), при этом между ней и заводом также был заключён контракт о сервисном обслуживании поезда в течение 30 лет. Сама серия дизель-поездов к тому времени стала обозначаться как ДП-М, маркировка на самом поезде также была изменена.

### Эксплуатация
В начале 2016 года поезд был передан на техническое обслуживание в ТЧ-22 Новомосковск-I Московской железной дороги и вернулся на линию Голутвин — Озёры, где начал совершать обкатку без пассажиров. По планам ЦППК, он должен был начать перевозить пассажиров с апреля.
Презентация ввода дизель-поезда ДП-М в эксплуатацию состоялась 15 марта 2016 года на станции Голутвин; при этом поездки на данной линии с пассажирами начались 5 июня 2016 года.
Отставлен от работы в период февраль-март 2019 года, по состоянию на октябрь 2022 года не работает.

## Общие сведения
Дизель-поезд серии ДП-М предназначен для пригородных или межрегиональных пассажирских перевозок на полностью или частично неэлектрифицированных маршрутах с большим пассажиропотоком колеи 1520 мм при температурах окружающего воздуха от −50 °C до +40 °C. Он создан как базовая платформа для транспортных комплексов пригородного (вагоны 3 класса) и межрегионального (вагоны 2 класса) сообщения и оснащён электрической передачей. Базовая платформа делает возможным с минимальными затратами вносить модификации в конструкцию силовых модулей без изменения конструкции пассажирских модулей и вагонов, что в частности позволяет создавать дизель-электропоезда путём установки на силовой модуль электрооборудования для работы от контактной сети. При этом также возможно вносить модификации в конструкцию и оснащение салонов пассажирских модулей, адаптируя поезда под конкретные условия перевозок и потребности конкретного оператора с учётом применяемых родов тяги, максимальной скорости, высоты пола и внутреннему оснащению. Срок службы поездов составляет 40 лет, расчётный режим работы — по 16 часов в сутки.

### Составность
В состав дизель-поезда ДП-М включаются два головных трёхмодульных моторных вагона (далее Мг) и до четырёх прицепных промежуточных вагонов (далее Пп). Каждый вагон Мг состоит из трёх сочленённых модулей — головного (далее ГМ), силового (далее СМ) и хвостового (далее ХМ), которые фактически являются нерасцепными вагонами с общим опиранием через модуль СМ; модуль ГМ с кабиной управления и модуль ХМ без кабины — прицепные, а модуль СМ имеет привод на колёсные пары.
Состав может содержать от четырёх до шести (пригородный) или от четырёх до пяти (межрегиональный) вагонов, компонуясь по схемам, соответственно (ГМ=СМ=ХМ)+2…4×Пп+(ХМ=СМ=ГМ) и (ГМ=СМ=ХМ)+2…3×Пп+(ХМ=СМ=ГМ); основная составность — максимальная (шестивагонная для пригородного и пятивагонная для межрегионального исполнения). Теоретически также может эксплуатироваться с одним вагоном Пп или вообще без них. Возможна эксплуатация двух дизель-поездов по системе многих единиц с управлением одной бригадой из головного вагона по ходу движения; максимальное число вагонов в составе при работе по такой системе — 12 (например, два стандартных шестивагонных дизель-поезда).

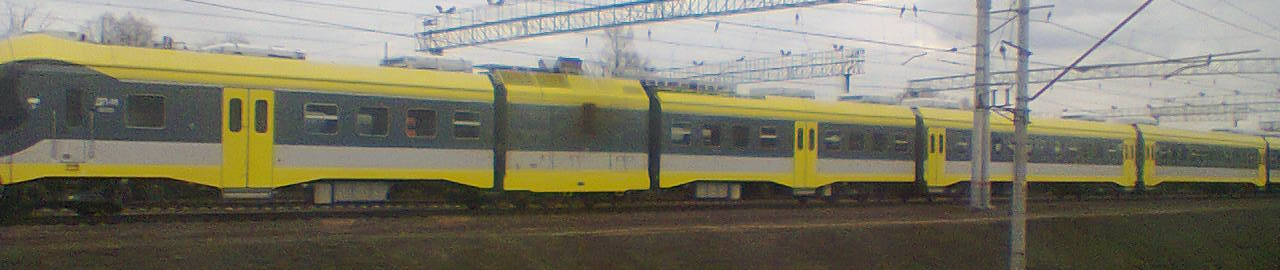
Поезд на станции Москва-3, вид сбоку

### Нумерация и маркировка
Система нумерации и маркировки дизель-поездов ДП-М аналогична системе, принятой у дизель-поездов поездов РА2, также выпускавшихся заводом Метровагонмаш. Дизель-поезда получают порядковые номера в трёхзначном формате, начиная с 001. Каждый вагон состава получает свой номер в пятизначном формате, где первые три цифры — порядковый номер состава, последние две — номер вагона в составе: 01 и 02 — головные; 03, 04 и 05 — промежуточные. Точных сведений о распределении промежуточных вагонов в составе дизель-поезда по номерам на данный момент нет.
У дизель-поезда ДП-М-001 маркировка серии и номера состава на лобовой части головного вагона отсутствует, присутствуют только логотипы завода-изготовителя Метровагонмаш и оператора ЦППК (ранее вместо них имелся логотип Трансмашхолдинга). Маркировка с обозначением серии и номера имеется с боковой стороны вагонов на уровне стёкол — у головных вагонов она расположена между дверью служебного тамбура машиниста и окном головной части салона, у промежуточных — между дверями пассажирского тамбура и крайним окном салона. Маркировка состоит из двух строк — в верхней строке обозначена серия поезда, в нижней — пятизначный номер вагона. Первоначально написание серии обозначалась слитно как ДПМ. На границе 2015—2016 годов она была приведена в соответствие с документами (ДП-М).

### Технические характеристики
Основные параметры для дизель-поезда серии ДП-М:
| Параметр                                    | Параметр                                 | Состав           | Состав           | Состав           | Вагон               | Вагон               | Вагон               | Вагон       |
| Параметр                                    | Параметр                                 | Состав           | Состав           | Состав           | Мг                  | Мг                  | Мг                  | Пп          |
| Параметр                                    | Параметр                                 | 4 вагона         | 5 вагонов        | 6 вагонов        | ГМ                  | СМ                  | ХМ                  | Пп          |
| ------------------------------------------- | ---------------------------------------- | ---------------- | ---------------- | ---------------- | ------------------- | ------------------- | ------------------- | ----------- |
| Осевая формула                              | Осевая формула                           |                  |                  |                  | (2-0)+(20−20)+(0-2) | (2-0)+(20−20)+(0-2) | (2-0)+(20−20)+(0-2) | 2-2         |
| Количество дверей                           | Количество дверей                        | 2×8              | 2×10             | 2×12             | 2×1                 | 0                   | 2×1                 | 2×2         |
| Размеры                                     |                                          |                  |                  |                  |                     |                     |                     |             |
| Габарит по ГОСТ 9238                        | Габарит по ГОСТ 9238                     | Т                | Т                | Т                | Т                   | Т                   | Т                   | Т           |
| Общие размеры, мм                           | Длина по осям автосцепок                 | 134 560          | 159 260          | 183 960          | 42 580              | 42 580              | 42 580              | 24 700      |
| Общие размеры, мм                           | Длина по осям автосцепок                 | 134 560          | 159 260          | 183 960          | 18 180              | 7000                | 17 400              | 24 700      |
| Общие размеры, мм                           | Ширина                                   | 3480             | 3480             | 3480             | 3480                | 3480                | 3480                | 3480        |
| Общие размеры, мм                           | Высота пола над УГР                      | 1300             | 1300             | 1300             | 1300                | 1300                | 1300                | 1300        |
| Размеры ходовой части                       | Диаметр новых колёс, мм                  | —                | —                | —                | 860                 | 870                 | 860                 | 860         |
| Размеры ходовой части                       | Ширина колеи, мм                         | 1520             | 1520             | 1520             | 1520                | 1520                | 1520                | 1520        |
| Массо-весовые характеристики                |                                          |                  |                  |                  |                     |                     |                     |             |
| Расчётная масса тары, т                     | Расчётная масса тары, т                  | 306,8            | 347,2            | 387,6            | 113,0               | 113,0               | 113,0               | 40,4        |
| Максимальная нагрузка на ось, тс            | Максимальная нагрузка на ось, тс         | —                | —                | —                | 16                  | 22                  | 16                  | 16          |
| Пассажировместимость                        |                                          |                  |                  |                  |                     |                     |                     |             |
| Сидячих мест                                | в салоне 2 класса                        | 350 + 6 доп.     | 429 + 7 доп.     | —                | 96 + 2 доп.         | 96 + 2 доп.         | 96 + 2 доп.         | 79 + 1 доп. |
| Сидячих мест                                | в салоне 3 класса                        | 520 + 4 доп.     | 648 + 4 доп.     | 776 + 4 доп.     | 132 + 2 доп.        | 132 + 2 доп.        | 132 + 2 доп.        | 128         |
| Общая вместимость, чел                      | салона 2 класса                          | 666              | 809              | —                | 190                 | 190                 | 190                 | 143         |
| Общая вместимость, чел                      | салона 3 класса                          | 820              | 1004             | 1188             | 226                 | 226                 | 226                 | 184         |
| Тяговые характеристики                      |                                          |                  |                  |                  |                     |                     |                     |             |
| Мощность, кВт                               | дизельных дизелей                        | 2238             | 2238             | 2238             | —                   | 1119                | —                   | —           |
| Мощность, кВт                               | тяговых электродвигателей                | 2×(4×250) = 2000 | 2×(4×250) = 2000 | 2×(4×250) = 2000 | —                   | 4×250 = 1000        | —                   | —           |
| Среднее ускорение поезда (до 60 км/ч), м/с² | межрегионального                         | 0,47             | 0,43             | —                | —                   | —                   | —                   | —           |
| Среднее ускорение поезда (до 60 км/ч), м/с² | пригородного                             | 0,46             | 0,40             | 0,34             | —                   | —                   | —                   | —           |
| Скорость, км/ч                              | конструкционная                          | 160              | 160              | 160              | 160                 | 160                 | 160                 | 160         |
| Скорость, км/ч                              | эксплуатационная межрегионального поезда | 160              | 160              | 160              | 160                 | 160                 | 160                 | 160         |
| Скорость, км/ч                              | эксплуатационная пригородного поезда     | 120              | 120              | 120              | 120                 | 120                 | 120                 | 120         |
| Запас хода по топливу без дозаправки, км    | Запас хода по топливу без дозаправки, км | 1000 (1400)      | 1000 (1400)      | 1000 (1400)      | 1000 (1400)         | 1000 (1400)         | 1000 (1400)         | 1000 (1400) |
| Запас топлива, л                            | Запас топлива, л                         | 2×2000           | 2×2000           | 2×2000           | —                   | 2000                | —                   | —           |

## Конструкция

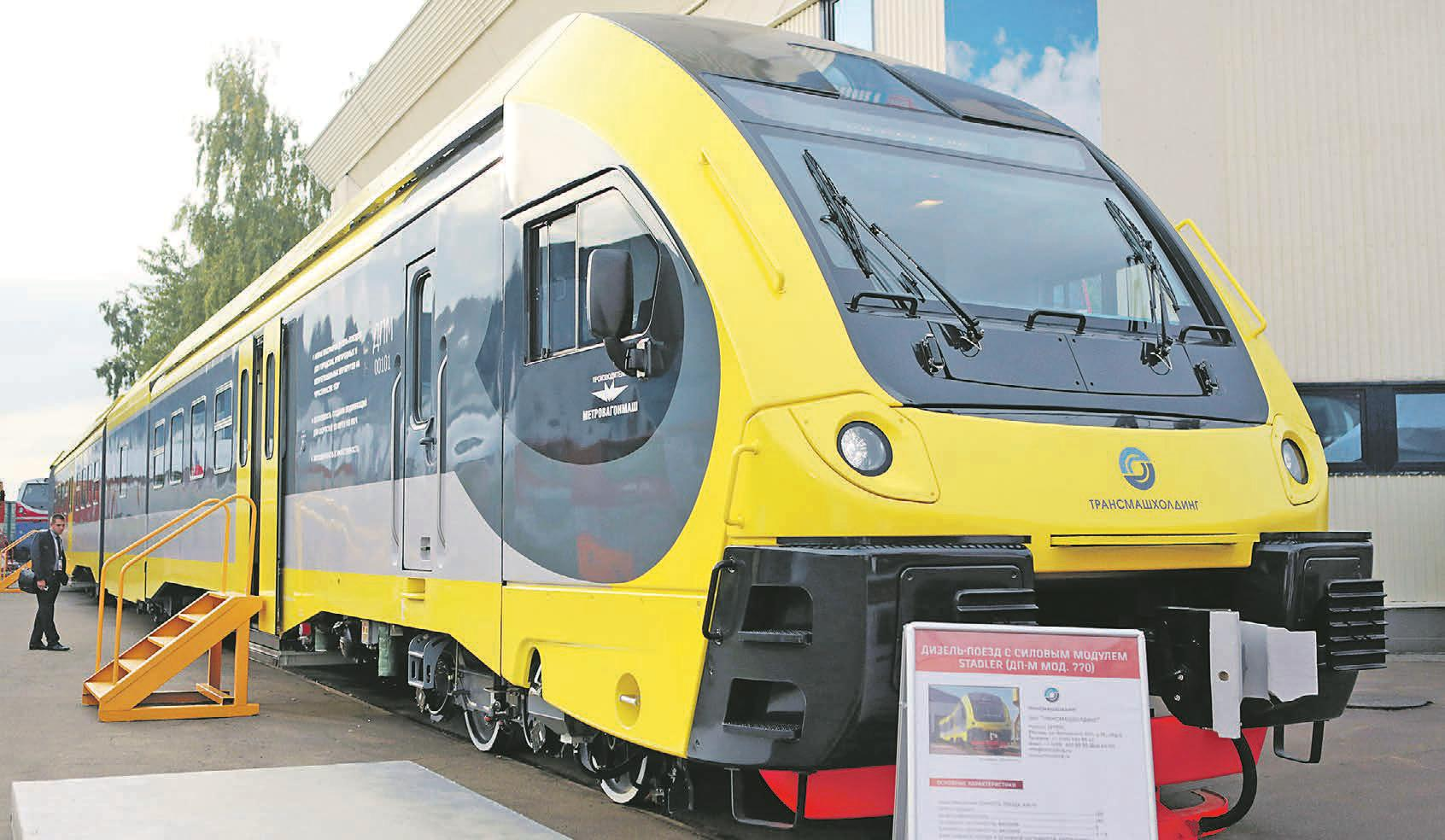
Головная часть поезда

### Механическая часть

#### Кузов

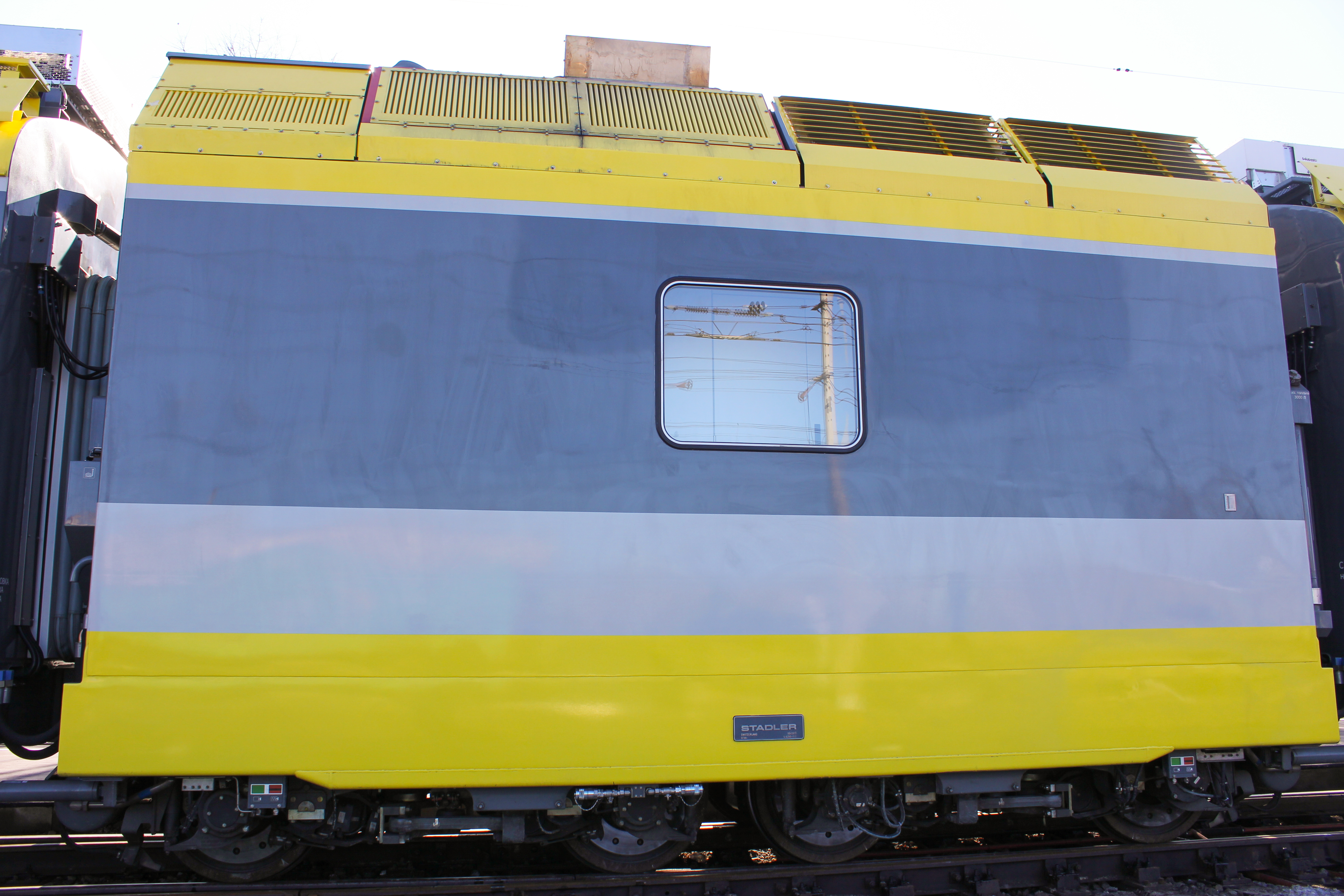
Силовой модуль, вид сбоку со стороны окна

Кузова вагонов изготовлены из нержавеющей стали. Вагоны имеют хребтовую балку в раме кузова головного и прицепного модулей. В передней части головного модуля расположена маска кабины машиниста обтекаемой формы, в нижней части которой расположены буфера и стандартные автосцепки СА-3; между вагонами и модулями установлены сцепные устройства фирмы SCHAKU. Сцепные устройства и буфера поезда оборудованы ударопоглощающими краш-элементами общей энергоёмкостью не менее 3 МДж для защиты пассажиров и поездной бригады от получения травм в случае столкновения. По заявлению разработчика, краш-система способна выдержать столкновение с препятствием весом до 10 тонн на скорости около 70 км/ч без тяжёлых последствий для пассажиров и поездной бригады.
Пассажирские модули головного вагона со стороны, противоположной силовому модулю, опираются на одну безмоторную двухосную тележку; со стороны силового модуля они не имеют тележек и опираются на кузов силового модуля через специальные консоли в подвагонном пространстве и над межвагонным переходом. В свою очередь силовой модуль опирается на две двухосные моторные тележки с тяговыми электродвигателями, которые целиком расположены под корпусом модуля. Такая схема опирания используется на всех поездах линейки Stadler GTW и позволяет увеличить сцепной вес и максимальную силу тяги моторных тележек. Диаметр новых колёс по кругу катания составляет 860 мм.
Между вагонами и модулями поезда установлены герметичные межвагонные переходы типа «гармошка» для возможности перехода пассажиров из одной части поезда в другую. Переходы между силовым модулем и пассажирскими модулями головного вагона расположены асимметрично и смещены от центра к правой стороне относительно направления к кабине машиниста; между промежуточными вагонами и в сцепе промежуточного вагона с хвостовым модулем головного — симметричное.

#### Двери

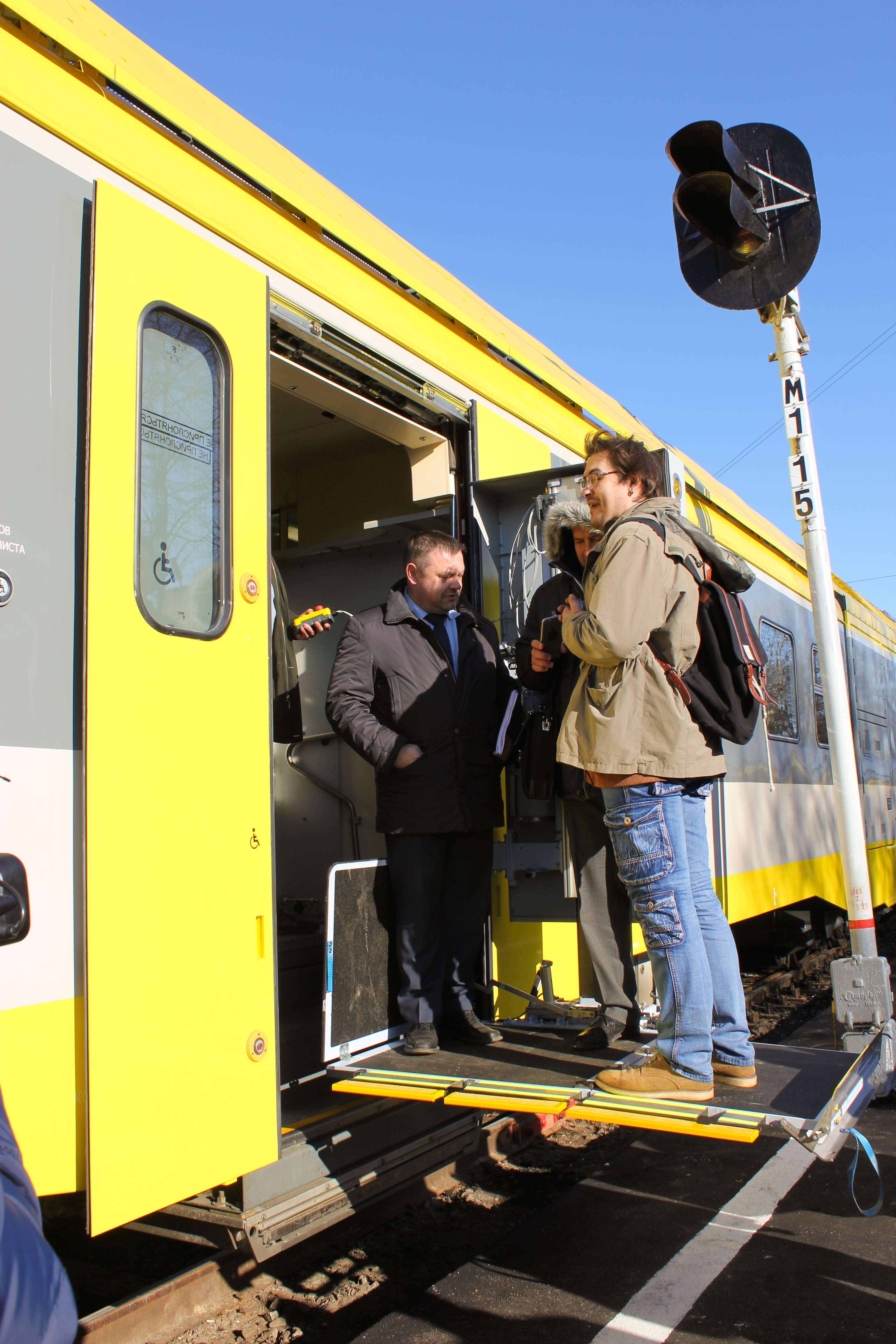
Двери головного модуля с подъёмником для инвалидов

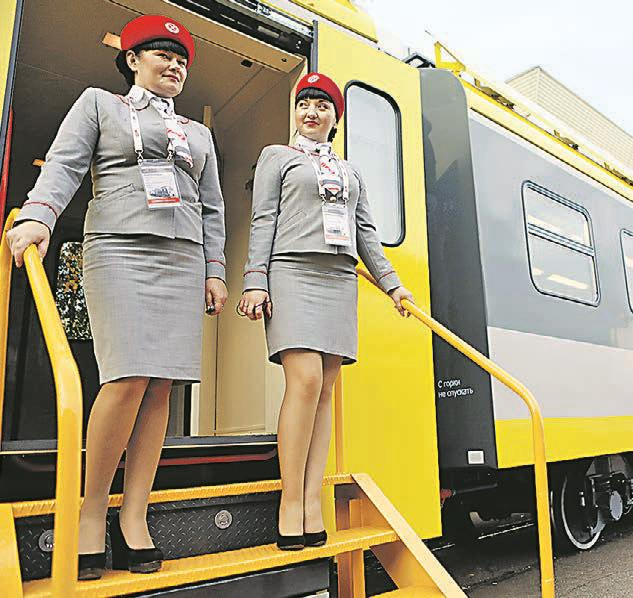
Двери промежуточного вагона

Пассажирские модули головного вагона и промежуточные вагоны поезда оснащены двустворчатыми пассажирскими дверями прислонно-сдвижного типа с выходом комбинированного типа (на низкие и высокие платформы). У пассажирских модулей головного вагона двери расположены в центральной части по одной с каждой стороны, а у промежуточных вагонов — по две с каждой стороны вблизи торцов. В закрытом состоянии двери плотно прилегают к внешней облицовке поезда, в открытом выступают наружу и сдвигаются вбок от прохода. Для выхода на низкие платформы пассажирские входы оснащены автоматическими выдвижными ступеньками с электрическим приводом, установленными в подвагонном пространстве под дверями. Двери головного модуля оборудованы специальными рампами и подъёмниками для инвалидных колясок.
Пассажирские двери снаружи и изнутри оборудованы кнопками для открытия дверей по требованию пассажира в режиме готовности открытия по требованию; рядом с дверями головного модуля также имеются кнопки вызова помощника машиниста для обеспечения въезда и выезда пассажиров в инвалидных колясках.
Служебный тамбур перед кабиной управления в головном вагоне с каждой стороны оснащён поворотными одностворчатыми дверями, открывающимися вовнутрь.

### Силовая часть
Силовое и тяговое оборудование поезда целиком расположено в силовом модуле. Бо́льшую часть пространства кузова силового модуля занимает машинное отделение (расположено в левой и центральной части), в котором установлены: дизельный двигатель и приводимый им во вращение электрический генератор, преобразователи электрической энергии, а также оборудование систем охлаждения, топливопитания, смазки, выхлопа. Всё оборудование модуля закрывается специальными кожухами; доступ к нему имеется как из коридора, так и через специальные люки с внешней стороны кузова силового модуля.
Дизельный двигатель Cummins QSK38 V-образный, 12-цилиндровый. Мощность двигателя составляет 1119 кВт, рабочий объём — 37,7 литра, диаметр цилиндра и ход поршня — 159×159мм‚ масса двигателя — около 4200 кг. Двигатель соответствует экологическим нормам Tier З / Stage IIIA, для него рекомендовано дизельное топливо ASTM № 2.
От генератора производства фирмы TSA напряжение подаётся на тяговый асинхронный инвертор производства ABB, подающий переменное напряжение регулируемой частоты для тяговых электродвигателей, а также на преобразователь собственных нужд, выдающий переменный трёхфазный ток напряжения 380 В, передаваемый по всему составу.
На каждой из двух тележек силового модуля установлено по два асинхронных тяговых электродвигателя производства TSA с длительной мощностью 250 кВт, каждый из которых приводит во вращение свою колёсную пару. Общая длительная мощность тяговых электродвигателей силового модуля составляет 1000 кВт.
Собственная масса тары силового модуля — около 54 т.

### Интерьер
Проектирование интерьера кабины дизель-поезда ДП-М осуществляло ООО «Международное деловое сотрудничество» (город Днепропетровск, Украина).
Дизайн и разработка интерьеров вагонов, тамбуров, включая систему крепежа сидений, багажные полки, световые линии, потолки, кожухи отопления, откидные сиднья — ООО «ПЕТРОПЛАСТ», Россия, Санкт-Петербург. Главный дизайнер: Висельский Денис (Санкт-Петербург).

#### Планировка

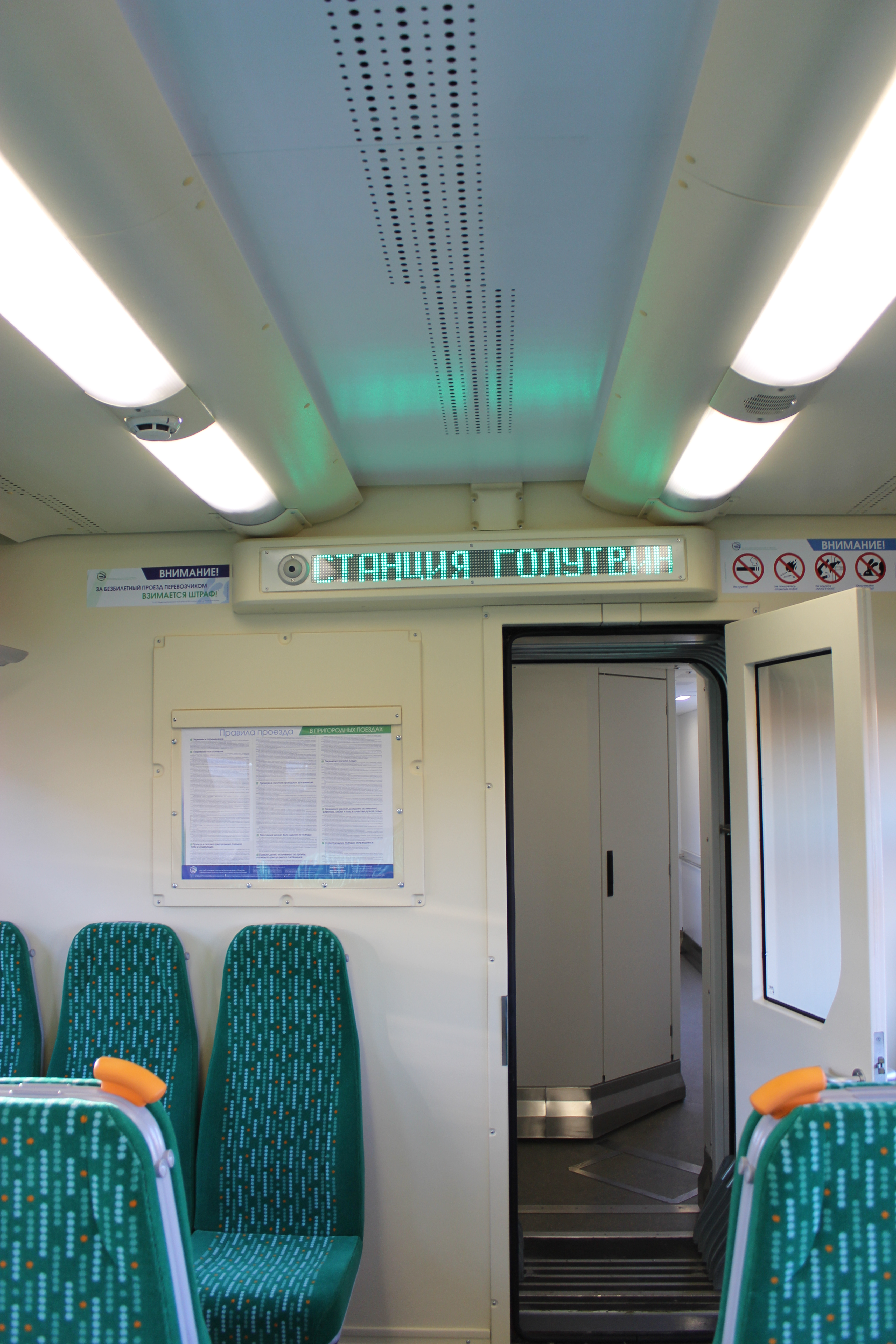
Передний салон промежуточного модуля головного вагона, переход в силовой модуль

Салон дизель-поездов ДП-М может предлагаться в двух базовых вариантах: для пригородного (3 класс) и для межрегионального сообщения (2 класс). Основные различия между ними — количество и схема размещения пассажирских кресел, наличие дополнительных санитарных блоков в головном и прицепном вагонах, применение на межрегиональном поезде более комфортных кресел. У дизель-поезда ДП-М-001 салоны оборудованы в пригородном варианте (3 класса). В салонах пригородных поездов большая часть кресел расположена по схеме 3+3 в ряд с размещением друг напротив друга (пассажиры обращены лицом к лицу сидящих напротив); в межрегиональных — по схеме 3+2 в ряд с размещением друг за другом (пассажиры обращены лицом к спинке кресел впереди сидящих). Число сидений в крайних рядах в непосредственной близости от тамбуров и межвагонных переходов уменьшено для удобства прохода пассажиров.
Вход и выход пассажиров в салон осуществляется через тамбуры, отделённые от основного пространства салона перегородкой со сдвижными дверями. В головном и хвостовом модулях головного вагона имеется по одному тамбуру в середине салона, разделяющему салон на две части; в промежуточных вагонах имеется по два аналогичных тамбура по краям вагона, между которыми расположен пассажирский салон. Переходы между силовым и пассажирскими модулями смещены к правому борту поезда, остальные межвагонные переходы в поезде расположены симметрично. По торцам пассажирских модулей и промежуточных вагонов расположены одностворчатые поворотные двери, отделяющие салон или тамбур от межвагонного перехода.
В передней части головного модуля расположена кабина и служебный тамбур машиниста, отделённый перегородкой от основного пространства салона. В правой части пространства между служебным и пассажирским тамбуром размещены туалет для поездной бригады и туалет увеличенной площади для пассажиров, по ширине пригодный для пользования инвалидами в колясках; напротив туалетов расположена накопительная площадка с пространством для инвалидных колясок и двумя откидными сиденьями, расположенными поперечно спинкой к стене. В задней части модуля находится пассажирский салон, имеющий 44 кресла в варианте 3 класса либо 34 в варианте 2 класса.
Силовой модуль имеет в правой части (по ходу движения вагона вперёд кабиной) коридор в виде тройной ломаной линии, огибающий моторный отсек. Сидячие пассажирские места в нём отсутствуют, однако возможен проезд стоячих пассажиров. Пассажирский коридор силового модуля имеет боковое окно в его правом борту.
Хвостовой модуль головного вагона имеет два пассажирских салона, разделённые тамбуром. В варианте 3 класса в передней и задней части салона имеется по 44 кресла в каждой (всего — 88 мест), в варианте 2 класса — по 28 и 34 соответственно (всего — 62 места). У хвостовых модулей 2 класса часть пространства переднего салона рядом с тамбуром с левой стороны занимает туалет стандартного типа (имеет меньший размер, чем расположенный в головном модуле) для пассажиров с выходом в тамбур.
В салоне промежуточного вагона в варианте 3 класса имеется 128 продольных кресел, в варианте 2 класса — 79 продольных кресел и одно откидное сиденье, расположенное поперечно. В варианте 2 класса в салоне также размещён туалет стандартного типа для пассажиров.
Общее число сидячих мест в головном вагоне 2 класса — 96+2 откдиных, 3 класса — 132+2 откидных; в промежуточном 2 класса — 79+1 откидное, 3 класса — 128. Общая пассажировместимость головного вагона 2 класса — 190, 3 класса — 226; промежуточного 2 класса — 143, 3 класса — 184.

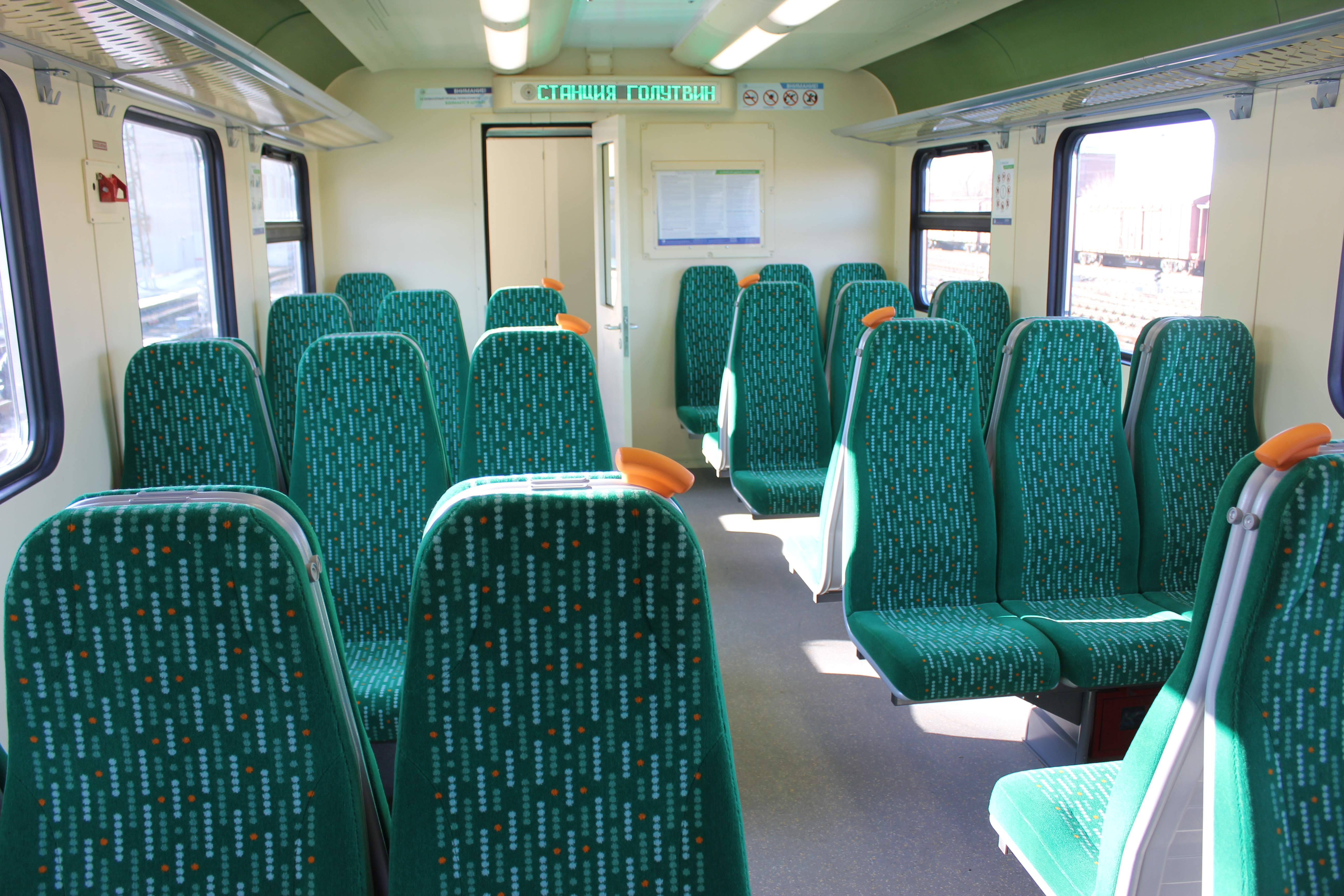
Салон головного модуля вагона Мг, переход в силовой модуль
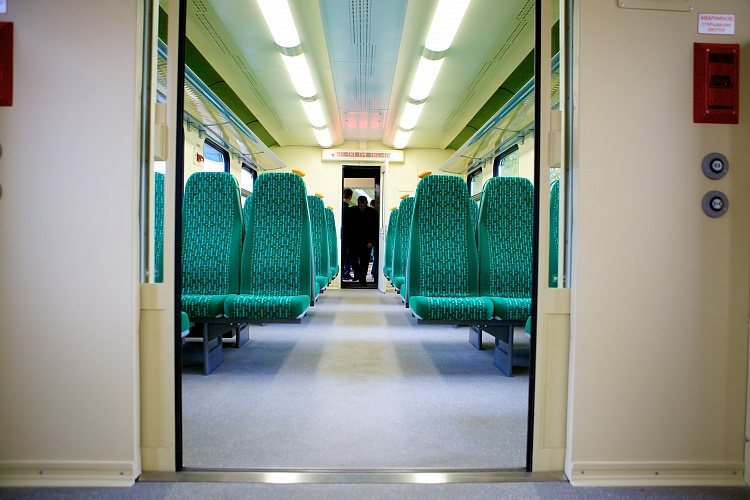
Вид из тамбура хвостового модуля вагона Мг на задний салон
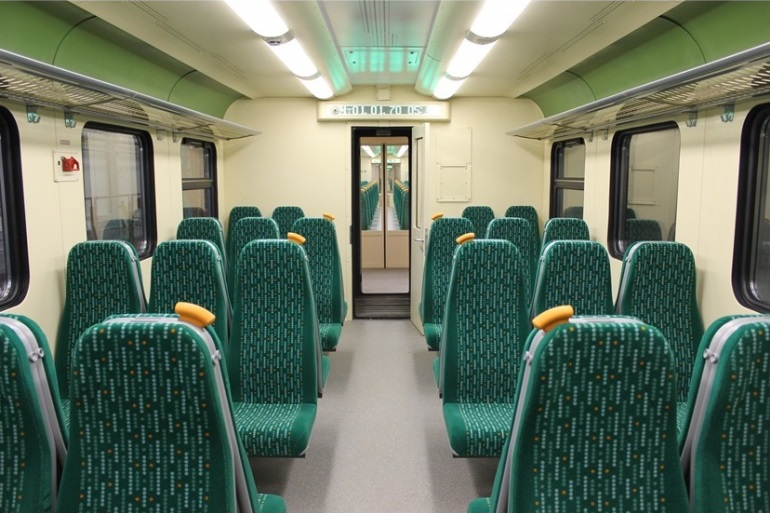
Задний салон хвостового модуля, переход в вагон Пп
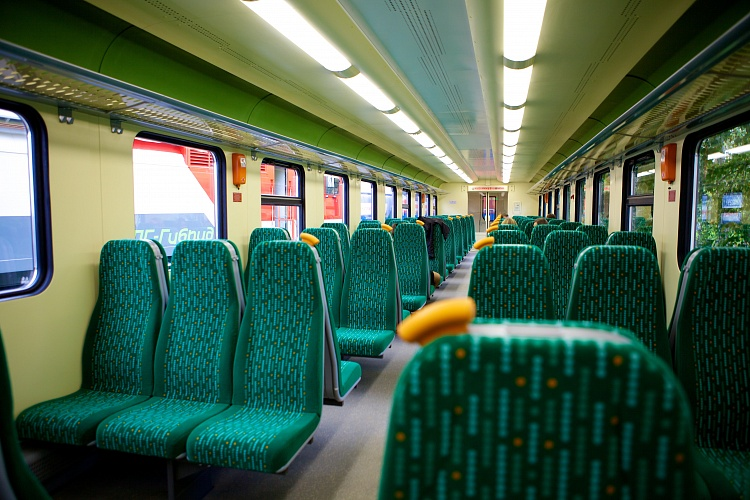
Салон вагона Пп

#### Оснащение
Пассажирские салоны оборудованы цельномягкими креслами с интегрированными подлокотниками. На боковых панелях установлены багажные полки и крючки для одежды. На потолке, продольно в два ряда, расположены лампы освещения. Помимо этого, салоны оснащены системами климат-контроля, информирования пассажиров (электронные табло с бегущей строкой и громкоговорители), видеонаблюдения, пожаротушения и эвакуации пассажиров. По требованию заказчика салон также может быть оборудован кронштейнами для велосипедов, усилителем сигнала для мобильных телефонов, модулем Wi-Fi для беспроводного выхода в Интернет, розетками для подключения и зарядки телефонов и прочих электронных устройств. Вагоны оборудованы аккумуляторами резервного питания, позволяющими в течение некоторого времени поддерживать работу систем салона при невозможности питания в штатном режиме.
Система вентиляции и климат-контроля установлена в кабине машиниста и пассажирских салонах и имеет три режима работы: охлаждение, отопление и вентиляция. Система работает в режиме автоматического поддержания заданных температурных условий (климат-контроль). Отопление кабины машиниста и пассажирского салона осуществляется системой кондиционирования воздуха и дополнительными тепловентиляторами, установленными в салоне прицепного вагона и кабине машиниста. Системы вентиляции, видеонаблюдения и освещения также размещены в коридоре силового модуля.
В дизель-поезде имеются вакуумные туалеты. В поездах всех типов два туалета расположены в головном модуле — один для поездной бригады и один повышенной площади для пассажиров-инвалидов; в поездах межрегионального типа также имеется по одному туалету стандартной площади в хвостовом модуле в середине салона и промежуточных вагонах в конце салона.
В головных вагонах оборудованы места для инвалидов в колясках, а в ближних к ним тамбурах установлены подъёмники для посадки и высадки инвалидов с низких платформ и рампы для высоких платформ.

### Комментарии
1. ↑  АО «Центральная ППК» эксплуатирует подвижной состав на инфраструктуре ОАО «РЖД».
2. ↑  По данным некоторых форумов и блогов буква М означает Модульный.
3. ↑  Некоторые источники вместо числа мест 128 содержат устаревшие или неверные данные (116 мест).
4. ↑  Данные по запасу хода по топливу на брошюре 2013 года отличаются от указанных на современной странице официального сайта завода.
5. ↑  Высокая платформа — платформа, высота которой над уровнем головки рельса (УГР) составляет 1100 мм. Средняя платформа — платформа, высота которой над УГР составляет 550 мм. Низкая платформа — платформа, высота которой над УГР не более 200 мм[25].